# Культур-Ліга
Культур-Ліга (їд. קולטור-ליג, Культур-Ліге, Ліга культури, Ліга єврейської культури, Київська Культур-Ліга) — єврейська світська благодійна і культурно-просвітницька організація. Діяла в 1918—1924 роках.

## Заснування
Зареєстрована 28 січня 1918 року Київським окружним судом. Засновниками організації були М. Зільберфарб, Д. Бергельсон, І. Добрушин, Нахман Майзель, М. Літваков.
Створення Культур-Ліги припало на період Центральної Ради, доби «відродження нації», коли вона проголосила національно-культурну автономію для меншин.
Ліга поділялися на секції: літератури, музики, театру, живопису, скульптури, народних шкіл, дошкільного виховання й освіти дорослих. Для керівництва роботи був утворений Центральний комітет (21 член, збирався раз на місяць), який для поточної роботи вибирав Виконавче бюро (7 членів, збиралося раз на тиждень). Були утворені відділення по Україні, влітку 1918 року — 27 відділень, а на кінець року 120. Утворювалися відділення і за межами України — у Росії, Бессарабії та інших регіонах колишньої Російської імперії.

## Завдання
Згідно зі статутом Культур–Ліга мала забезпечувати підтримку розвитку і поширення серед пересічного єврейства національної світської культури, всіх видів людської творчості, зокрема, літератури, мистецтва, музики, театру, і всіляко сприяти побудові нової єврейської демократичної школи й інших просвітницьких установ.
У бюлетені № 2 «Культур-Ліги» Завдання Центрального Комітету (червень-липень 1920 року) було сказано: Культур-Ліга є новим шляхом розвитку єврейської культури. Шляхом, який виникає за нових історичних обставин, Єврейська інтелігенція має складатися не лише з бухгалтерів і стоматологів, але й з митців і діячів культури, Ми хочемо створити покоління єврейських інтелігентів, які, глибоко пов'язані з єврейськими масами, черпають у них натхнення; інтелігентів, які ведуть єврейський спосіб життя й органічно живуть у своїй культурі.
Діяльність товариства розглядалася через призму розвитку єврейської культури мовою їдиш — мовою Східноєвропейського єврейства. Культур–Ліга стала продовженням їдишизму, який ставив завданням визнання їдиш як національної мови євреїв Європи.

## Освітня діяльність
Товариство за роки свого існування створило мережу єврейських навчальних закладів нового типу, аналогів яким не існувало в Російській імперії. У 1918 році розпочав роботу Єврейський народний університет, перший на той час вищий єврейський навчальним закладом у Східній Європі. Ректором став Мойсей Зільберфарб.
Культур-Ліга масово відкривали єврейські школи, так у Києві функціонували п'ять таких шкіл: три для дорослих (навчалося 300 осіб) і дві для підлітків у віці від 13 до 17 років (150 дітей). У школах вивчали російську мову, їдиш, єврейську історію. Єврейські письменники писали твори для дітей, випуск хрестоматій та підручники для цих шкіл здійснювався у видавництві, що належало Культур-Лізі

## Видавнича діяльність
У 1918 році при товаристві було засноване видавництво «Культур-Ліга», яке видавало літературу мовою їдиш, з 1921 року кооперативне видавництво «Культур-Ліга».. Видавалися книги з усіх галузей знань. Найбільший попит мала література на теми історії, релігії, філософії, культури, мистецтва, освіти, мовознавства, літературознавства, художня (перекладна та оригінальна) та науково-популярна література, бібліографічні покажчики. Після того як профспілки почали створювати єврейські бібліотеки, кооперативне видавництво розпочало друк технічної, художньої та дитячої літератури для цих бібліотек на території СРСР. Були створені відділення видавництва в Бердичеві, Білій Церкві, Кам'янець–Подільському та Могилів–Подільському. На книжковій виставці в 1924 році «Жива книга» (Київ) експонувалося 115 найменувань книг та брошур «Культур-Ліги».

## Театральна діяльність
13 квітня 1919 року товариство заснувало першу єврейську театральну студію, яку очолив Ефраїм Лойтер. Серед учасників були режисер С. Самдор, оперний співак І. Кунін, А. Смирнов та інші. У 1924 році студія стала державною, а наступного року на її базі в Харкові був створений Перший Всеукраїнський єврейський державний театр.